# Foto-Pam
Foto-Pam – zakłady powstałe w Jaśle po II wojnie światowej, z inicjatywy Gustawa Russa, syna Wilhelma. Były jednym z trzech zakładów w Polsce, produkujących widokówki z całego kraju, jak również składanki tematyczne, np. o Mikołaju Koperniku. Zakłady organizacyjnie powiązane były z PTTK. Widokówki produkowano techniką fotografii tradycyjnej, a z „Foto-Pam” współpracowali znani jasielscy fotografowie.

Z biegiem czasu zakłady rozszerzyły produkcję o galanterię skórzaną i pantofle, a przy ul. Hanki Sawickiej (dzisiaj Jana Pawła II) wybudowano nowoczesny budynek produkcyjny, który posiadał zaplecze socjalne, włącznie z gabinetem lekarskim. Rozpoczęto też produkcję widokówek kolorowych. Zakład zatrudniał ok. 100 osób, w tym „chałupników” produkujących na własnym sprzęcie, w domu.
W okresie prywatyzacji zakład upadł. Na jego miejscu stoi dziś zaplecze handlowe, m.in. market LIDL, a funkcje poligraficzne wykonują nowo powstałe drukarnie.

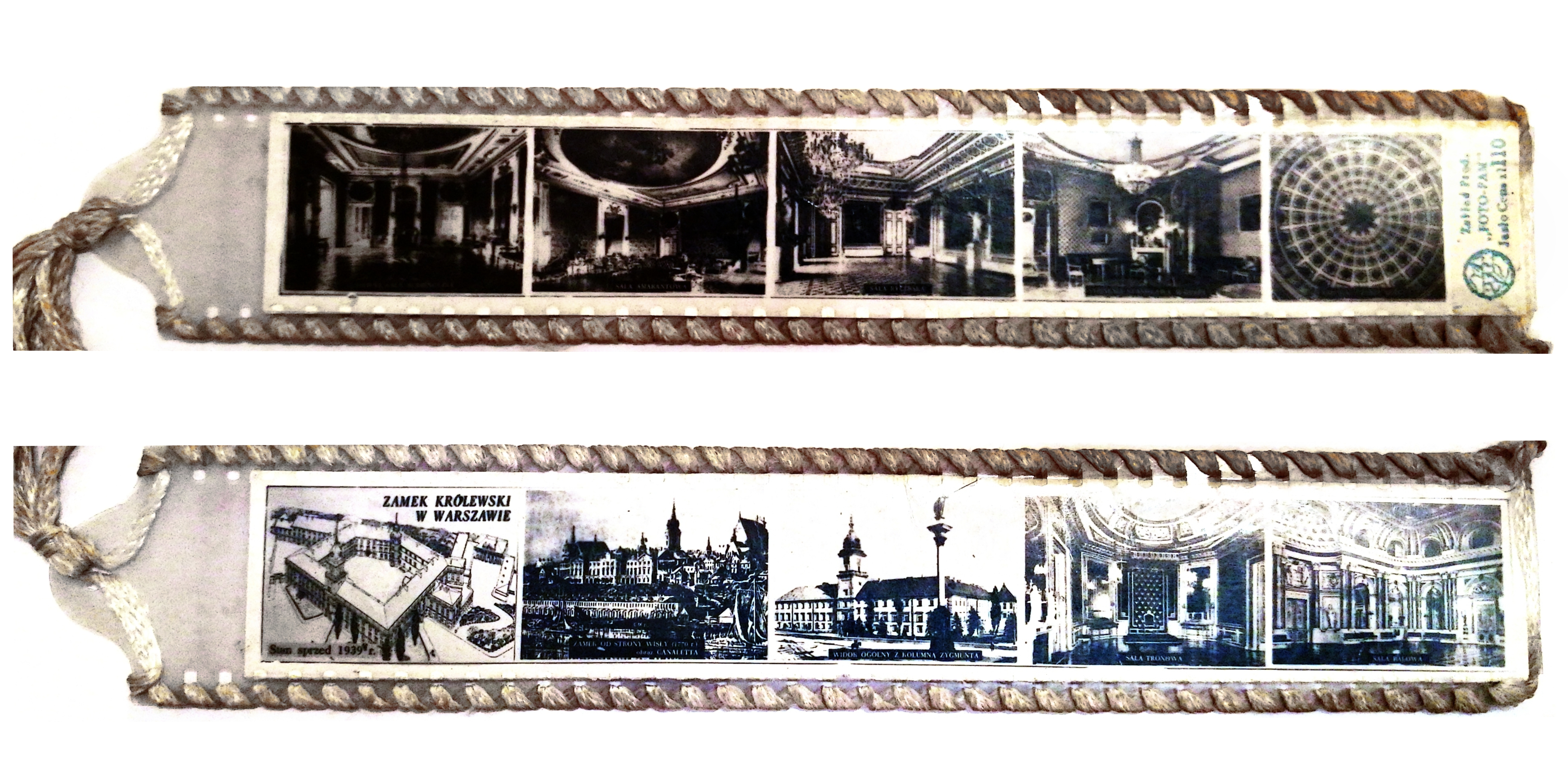
Zakładka wyprodukowana przez zakłady produkcyjne Foto-Pam w Jaśle, przedstawiająca Zamek Królewski w Warszawie